# Еврейско попче
Еврейското попче (Ophidion rochei) е вид лъчеперка от семейство Ophidiidae.

## Разпространение и местообитание
Този вид е разпространен в Албания, Алжир, България, Гибралтар, Грузия, Гърция, Испания, Италия, Либия, Малта, Мароко, Монако, Румъния, Русия, Словения, Тунис, Турция, Украйна, Франция, Хърватия и Черна гора.
Среща се на дълбочина от 1 до 150 m, при температура на водата около 5,9 °C и соленост 34,9 ‰.

## Описание
На дължина достига до 50 cm.